# Canandaigua
Canandaigua és una població dels Estats Units a l'estat de Nova York. Segons el cens del 2000 tenia 11.264 habitants.

## Demografia
Segons el cens del 2000, Canandaigua tenia 11.264 habitants, 4.762 habitatges, i 2.666 famílies. La densitat de població era de 945,4 habitants/km².
Dels 4.762 habitatges en un 27,1% hi vivien nens de menys de 18 anys, en un 40,7% hi vivien parelles casades, en un 12,2% dones solteres, i en un 44% no eren unitats familiars. En el 35,4% dels habitatges hi vivien persones soles el 16% de les quals corresponia a persones de 65 anys o més que vivien soles. El nombre mitjà de persones vivint en cada habitatge era de 2,25 i el nombre mitjà de persones que vivien en cada família era de 2,95.
Per edats la població es repartia de la següent manera: un 23,3% tenia menys de 18 anys, un 8,1% entre 18 i 24, un 27,7% entre 25 i 44, un 22% de 45 a 60 i un 18,9% 65 anys o més.
L'edat mediana era de 39 anys. Per cada 100 dones de 18 o més anys hi havia 87,5 homes.
La renda mediana per habitatge era de 37.197 $ i la renda mediana per família de 47.388 $. Els homes tenien una renda mediana de 31.950 $ mentre que les dones 26.538 $. La renda per capita de la població era de 20.153 $. Entorn del 5,9% de les famílies i el 9,5% de la població estaven per davall del llindar de pobresa.

## Poblacions més properes
El següent diagrama mostra les poblacions més properes.